# Кармен Бруус
Кармен Бруус (еве Karmen Bruus, нар. 24 січня 2005) — естонська легкоатлетка, яка спеціалізується у стрибках у висоту.

## Спортивні досягнення
Чемпіонка світу серед юніорів у стрибках у висоту (2022).
Фіналістка (7-е місце) змагань зі стрибків у довжину на дорослому чемпіонаті світу (2022).
Чемпіонка Естонії зі стрибків у висоту просто неба та в приміщенні (2022).
Володарка вищого світового досягнення серед юнаків у стрибках у висоту.
Рекордсменка Естонії у стрибках у висоту.